# Operació Flipper
L'Operació Flipper (també anomenada Rommel Raid) va ser una incursió de comandos britànics durant la Segona Guerra Mundial, principalment per homes del comando número 11 (escocès). L'operació va incloure un atac contra la seu d'Erwin Rommel, el comandant del Panzergruppe Afrika a Àfrica del Nord. Es va programar per a la nit del 17 al 18 de novembre de 1941, just abans del començament de l'Operació Crusader. L'operació va fracassar, ja que Rommel havia abandonat la casa, objectiu del comando setmanes abans i tots els comandos que van aterrar menys dos foren morts o capturats. Un dels membres de l'equip de la Special Boat Service, que havia assegurat la platja per la fugida del comando, també es va poder escapar.

## Planificació
Des d'octubre fins al novembre del 1941, el vuitè exèrcit va formular un pla general d'atac:
- Presumpta seu de Rommel a prop de Beda Littoria, a uns 29 km a l'interior d'Apol·lònia, Líbia.
- una estació sense fils i un centre d'intel·ligència a Apol·lònia.
- una seu italiana i enclavament de comunicacions a Cirene.
- la seu de la divisió italiana Trieste a prop de Slonta

Tot i que no s'especificava a les ordres, l'objectiu de la incursió era matar o capturar Rommel, per interrompre l'organització alemanya abans de l'inici de Crusader. Es creia que la seu de Rommel era a Beda Littoria, perquè el capità John Haselden havia reconegut la zona, disfressat d'àrab i va informar que el cotxe del personal de Rommel anava i venia de l'antiga prefectura. L'operació va ser dirigida pel tinent coronel Robert Laycock; El tinent coronel Geoffrey Keyes, present durant tota la fase de planificació, va seleccionar per a si mateix la tasca més perillosa de l'atac a la seu de Rommel. Sense saber-ho els planificadors, Beda Littoria havia estat per un període molt breu la seu de Rommel essent assumida pel general intendent de Panzergruppe Afrika, general Schleusener. Unes setmanes abans, Rommel s'havia traslladat al seu quarter general més a prop de Tobruk per estar a prop de l'acció. Rommel ni tan sols va estar al nord d'Àfrica durant l'operació Flipper, ja que va anar a Roma per demanar la substitució dels vaixells de subministrament enfonsats pels britànics.

## Incursió

### 10 al 15 de novembre
El 10 de novembre, l'HMS Torbay portava Keyes, el capità Robin Campbell, el tinent Roy Cooke i 25 homes. L'HMS Talisman va transportar Laycock, el capità Glennie, el tinent Sutherland i 25 homes d'Alexandria. La nit del 14 al 15 de novembre de 1941, el destacament de Keyes va aterrar a la platja de Khashm al-Kalb (el nas del gos), guiat per equips de dos homes de la Special Boat Section (SBS) en folbots (canoes plegables). La platja es trobava a prop d'un lloc conegut com a Hamama, a uns 400 km darrere de les línies de l'Eix. Un cop a terra, van entrar en contacte amb Haselden, enviat anteriorment pel Long Range Desert Group per al reconeixement. El temps va empitjorar i el grup de Laycock va tenir moltes més dificultats per arribar a terra. Laycock i set homes van desembarcar, però la resta van quedar atrapats al HMS Talisman. Amb només 34 dels 59 homes disponibles, en lloc de quatre destacaments per atacar els objectius, només n'hi havia tres. Laycock va romandre a la cita amb tres homes per assegurar la platja, Keyes va dirigir el seu destacament de 25 homes per l'atac a la suposada seu de Rommel, mentre que el tinent Cooke va portar sis homes a destruir les instal·lacions de comunicacions properes a Cirene. El destacament de Haselden va completar la seva missió i va ser recollit pel LRDG.

### 15 al 18 de novembre
Poc abans que despuntes el dia, els homes de Keyes es van traslladar a un uadi (llera de riu en regions desèrtiques), on es van refugiar fins que es va fer fosc la segona nit i després van marxar. El seu guia àrab es va negar a acompanyar el grup per l'empitjorament del temps. Keyes va dirigir els seus homes a una pujada de 550 m, seguida d'una marxa d'aproximació de 29 km amb un cel tapat per les pluges torrencials. Amagat en una cova durant el dia, el destacament va avançar a uns centenars de metres de l'objectiu fins a les 22:00 h de la tercera nit. A les 23:59 h, Keyes va conduir l'escamot esquivant els sentinelles i d'altres defenses fins a la casa. Com que no va trobar cap finestra o porta obertes, Keyes va aprofitar l'excel·lent alemany de Campbell i el va fer picar la porta principal i exigir l'entrada. Varen atacar al sentinella que va obrir la porta. Campbell li va disparar i és possible que Keyes resultes ferit a causa de la baralla. La versió oficial és que Keyes va obrir la porta d'una habitació propera, va trobar alemanys a dins, la va tornar a tancar bruscament, la va tornar a obrir per llançar una granada i un dels alemanys li va disparar. Només una vegada varen disparar els alemanys durant la incursió a la seu.
A Keyes el varen portar a fora de la casa, però va morir tot seguit. Poc després, a Campbell un dels seus homes el va disparar accidentalment a la cama. Va passar el comandament al sergent Jack Terry i va tornar enrere. Terry va reunir l'equip d'assalt i es va retirar amb 17 homes per tornar a unir-se a Laycock a la platja. Una font italiana, poc explícita a l'hora de nomenar els noms britànics, assenyala que els homes de Cooke es van trobar amb un grup de paracaigudistes de la policia italiana. Els italians havien estat buscant els assaltadors britànics a prop del poble Mansura (a uns 15 km al nord de Cirene).

### 19 de novembre
Segons la font, el segon tinent Alfredo Sandulli Mercuro i el tercer pelotó, 2a companyia, 1 ° Battaglione Paracadutisti Carabinieri Reali, el 19 de novembre es van trobar amb el que creien que era una banda d'àrabs que s'amagava al llarg d'una carena muntanyosa. Quan els intèrprets àrabs de Mercuro els van cridar, els italians van rebre trets i els paracaigudistes van comprendre que eren comandos britànics, aquests es van retirar a una cova. Sense sortida, els comandos ferits es van rendir després que Mercuro els amenaces d'usar llançaflames. Els paracaigudistes van fer presoners un grup format per un oficial, un sotsoficial i tres graus més. Excepte l'oficial, tots els britànics van resultar ferits i van rebre tractament mèdic dels italians. Mercuro va escorcollar la cova i va trobar armes petites i tres càrregues de demolició. Durant la lluita els italians van patir tres ferits.

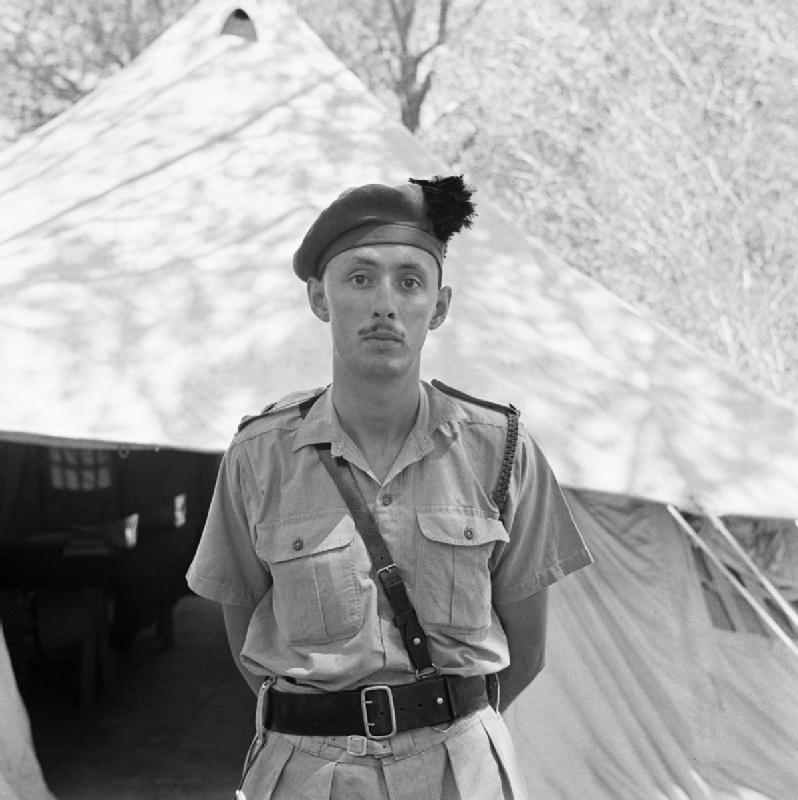
Geoffrey Keyes (Creu Victòria)

Va resultar impossible que el comando Laycock pogués tornar a embarcar-se als submarins i van esperar que el temps millorés. Alguns comandos van ser descoberts i van intercanviar foc amb els gendarmes italians locals (i tropes alemanyes). Conscient que no podien esperar resistir a la gran força que segurament s'organitzava, Laycock va ordenar als homes que es dispersessin. Laycock i Terry van arribar a lloc segur després de trenta-set dies al desert i el sotsoficial John Brittlebank, un de l'equip de SBS que havia guiat els comandos als folbots, va escapar i va sobreviure sol al desert durant quaranta dies fins que va ser recollit per les tropes aliades. La resta de la força d'atac va ser capturada, alguns d'ells ferits. Contràriament a alguns informes, només Keyes va ser mort pels alemanys; un dels homes s'havia ofegat durant l'aterratge.

## Llista de noms
(Reconstruït per Michael Asher (2004), basat en una llista de Hans Edelmaier, modificada a partir de proves documentals i de testimonis, amb l'ajut de l'Associació Commando [avui desapareguda]. Pot contenir errors).
(Capturat, tret que s'indiqui el contrari.)
- Comandos a la platja
  - El tinent coronel Robert Laycock, Royal Horse Guards (fugit)
  - Sargent. Charles Nicol, Gordon Highlanders
  - Bdr. George Dunn, Royal Artillery
  - L / Cpl. Larry Codd, Royal Signals
  - Pte. E.C. Atkins, Beds & Harts Regt
  - El tinent John Pryor, Beds & Harts Regt i SBS (ferits i capturats)
  - Bdr. John Brittlebank, Royal Artillery i SBS (fugit)
  - Pte. Robert Fowler, Cameron Higlanders
- Grup d'assalt de la seu alemanya
  - El tinent coronel Geoffrey Keyes, Royal Scots Greys (mort)
  - Capità Robin Campbell, llista general (ferits i capturats)
  - Sgt. Jack Terry, Royal Artillery (fugit)
  - L / Cpl. Dennis Coulthread, Royal Scots
  - L / Bdr. A. Brodie, Royal Artillery
  - Cpl / Intèrpret Avishalom Drori (Palestina), 51 ME Comando
- Grup de cobertura de la seu alemanya
  - L / Cpl. William Pryde, Cameron Highlanders
  - Cpl. A.E. Radcliffe, RASC, (ferit i capturat)
  - Pte. John Phiminster, Cameron Highlanders
  - L / Cpl. Frank Varney, Sherwood Foresters
  - Bdr. Joseph Kearney, (Terranova) Reial Artilleria
  - L / Cpl. Malcolm Hughes, Manchester Regt
  - Cpl. William Heavyside, Yorks i Lancs Regt
- Grup de cobertura de l'exterior de la seu alemanya
  - Sgt. Charles Bruce, Black Watch [Royal Highland Regt]
  - Cpl. Charles Lock, escocès de Londres [Gordon Highlanders]
  - Pte. James Bogle, Gordon Highlanders
  - Pte. Robert Murray, infanteria lleugera Highland
- Grup de la cruïlla de Cirene
  - Tinent Roy Cooke, Royal W. Kent Regt
  - Sgt. Frederick Birch, Liverpool escocès [Cameron Highlanders]
  - Cpl. John Kerr, Cameron Highlanders
  - Gnr. James Gornall, Royal Artillery
  - L / Bdr. Terence O'Hagen, Royal Artillery
  - Gnr. P. Macrae, Royal Artillery
  - Pte. Charles Paxton, Cameron Highlanders

## Conseqüències
El 17 de novembre del 1941, el dia de la incursió, Rommel es trobava a Itàlia, després d'haver anat a Roma l'1 de novembre, cosa que va saber la intel·ligència militar britànica a través d'Ultra (desxifrat de transmissions de l'enemic) el 17 de novembre i que havia de tornar a Àfrica el 18 de novembre. Es va enviar un missatge d'emergència al Comandament de l'Orient Mitjà, però va ser massa tard per aturar l'operació. El 15 de novembre, el desxifrat d'un sistema de xifrat de la màquina C 38m italià havia posat de manifest que els italians sabien per fonts diverses que un desembarcament britànic era imminent prop d'Apol·lònia.
L'historiador alemany Hans Edelmaier suggereix que Rommel no era l'objectiu de la incursió i que el seu nom que no figura al pla ho avala. No hi ha proves que Haselden informés de la presència de Rommel a la casa de Beda i mai s'ha explicat com la unitat de comandament havia de trobar o reconèixer Rommel. la incursió va venir d'un testimoni, l'artiller Jim Gornall, que va explicar que Keyes va informar els homes a bord del Torbay que el seu objectiu era "aconseguir Rommel". Quan va arribar a la notícia de la incursió, es va dir que Rommel estava indignat que els britànics creguessin que el seu quarter general es trobava a 400 km darrere del front; Rommel va preferir estar a prop de la línia del front amb les seves tropes.

### Baixes
Els britànics van patir dos homes morts, 28 capturats (tres ferits) i tres homes escapats; Les víctimes alemanyes van ser quatre morts i tres ferits. El cos de Keyes i els dels quatre alemanys morts van ser enterrats amb honors militars per ordre de Rommel en un cementiri catòlic local. Per les seves accions, Keyes va rebre la Creu Victòria a títol pòstum. La citació de la condecoració va ser escrita per Robert Laycock, que contràriament al costum militar britànic, no va ser testimoni de les accions de Keyes la nit en què va morir. Gairebé cap de les declaracions de la citació és verificable i algunes contradiuen els testimonis.
| «        | L'informe de Bob Laycock i la seva cita per a VC de Keyes van ser gairebé del tot especials des del principi fins al final. | » |
| — Asher, | |   |

El sergent Jack Terry va ser guardonat amb la Medalla de Conducta Distingida (DCM) i el sotsoficial John Brittlebank (SBS) va rebre més tard el DCM per accions incloses la incursió de Rommel. L’artiller Jim Gornall va ser guardonat amb la Medalla Militar (MM). (Un altre intent, aquesta vegada d'un grup SAS, es va fer per segrestar o assassinar Rommel a l'operació Gaff el juliol de 1944, però Rommel havia patit fractures del crani en un atac de la RAF onze dies abans.)